# Diadromus pulchellus
Diadromus pulchellus är en stekelart som beskrevs av Wesmael 1845. Diadromus pulchellus ingår i släktet Diadromus och familjen brokparasitsteklar. Arten är reproducerande i Sverige. Utöver nominatformen finns också underarten D. p. meridionator.